# Beskid Bednarów
Beskid Bednarów (słow. Bednárová, 1093 m), Bednarów Beskid, Beskid – szczyt położony w Grupie Oszusa w Beskidzie Żywiecko-Kisuckim. Przebiega przez niego granica polsko-słowacka oraz Wielki Europejski Dział Wodny. Znajduje się w tym grzbiecie pomiędzy Bukowiną (1069 m) a wybitną przełęczą Pański Kamień (ok. 980 m) oddzielającą go od Równego Beskidu. Grzbietem Beskidu Bednarów przebiega granica polsko-słowacka oraz Wielki Europejski Dział Wodny.
Północne stoki Beskidu Bednarów opadają do doliny potoku Cicha w Soblówce i spływa z nich kilka potoków. W południowym kierunku (już po słowackiej stronie) odchodzi boczny grzbiet łączący Beskid Bednarów z Bukoviną (1049 m). Opływają go dwa potoki: Bukovinský potok i Jurikov potok.
Beskid Bednarów jest całkowicie porośnięty lasem. Polskie stoki znajdują się w granicach wsi Sopotnia Wielka w województwie małopolskim, w powiecie żywieckim, w gminie Jeleśnia. Prowadzi przez niego znakowany słowacki szlak graniczny.

## Szlak turystyczny
słowacki szlak graniczny